# Кортес, Сьюзи
Сьюзи Кортес (порт. Suzy Cortez; род. 16 мая 1998 Кампинас, Сан-Паулу, Бразилия) — бразильская фотомодель, двукратная обладательница титула «Мисс Бум Бум» (2015, 2019).

## Биография
Сьюзи Кортес родилась 16 мая 1998 года в Кампинасе, штат Сан-Паулу, Бразилия.
В 2014 году она была «музой» сборной России по футболу на чемпионате мира по футболу в Бразилии — одной из 32 девушек, олицетворяющих страны-участницы. По мнению организаторов отбора лицо Сьюзи имеет некоторое сходство с российской актрисой Екатериной Гусевой.
В ноябре 2015 года стала обладательницей титула «Мисс Бум Бум», представляя Федеральный округ.
Снималась для журналов Playboy Mexico (в августе 2016 года в выпуске, приуроченном к Олимпийским играм в Рио-де-Жанейро), FHM, GQ Italia, Cosmopolitan, Interviú.
В апреле 2016 года знаменитый аргентинский футболист Лионель Месси вместе со своей подругой Антонеллой Рокуццо заблокировал профиль Сьюзи в Instagram из-за того, что она снялась в откровенной фотосессии с его футболкой и отправила ему этот снимок в соцсети.
В 2016 году снялась в тематической фотосессии, посвященной чемпионату мира по футболу 2018 в России. В октябре 2016 года в интервью журналисту канала Life призналась, что хотела бы получить российское гражданство.
Сьюзи была приглашена сниматься в новый сезон телешоу «Celebrity Big Brother».
В сентябре 2019 года во второй раз завоевала титул «Мисс Бум Бум».